# Xanthyris
Xanthyris är ett släkte av fjärilar. Xanthyris ingår i familjen mätare.
Kladogram enligt Catalogue of Life:
| Xanthyris | \| \| Xanthyris flaveolata \| \| \| \| \| \| Xanthyris involuta \| \| \| \| \| \| Xanthyris planilimbata \| \| \| \| \| \| Xanthyris superba \| \| \| \| \| \| Xanthyris supergressa \| \| \| \| |
|           | \| \| Xanthyris flaveolata \| \| \| \| \| \| Xanthyris involuta \| \| \| \| \| \| Xanthyris planilimbata \| \| \| \| \| \| Xanthyris superba \| \| \| \| \| \| Xanthyris supergressa \| \| \| \| |
|           | Xanthyris flaveolata |
|           | |
|           | Xanthyris involuta |
|           | |
|           | Xanthyris planilimbata |
|           | |
|           | Xanthyris superba |
|           | |
|           | Xanthyris supergressa |
|           | |

## Bildgalleri

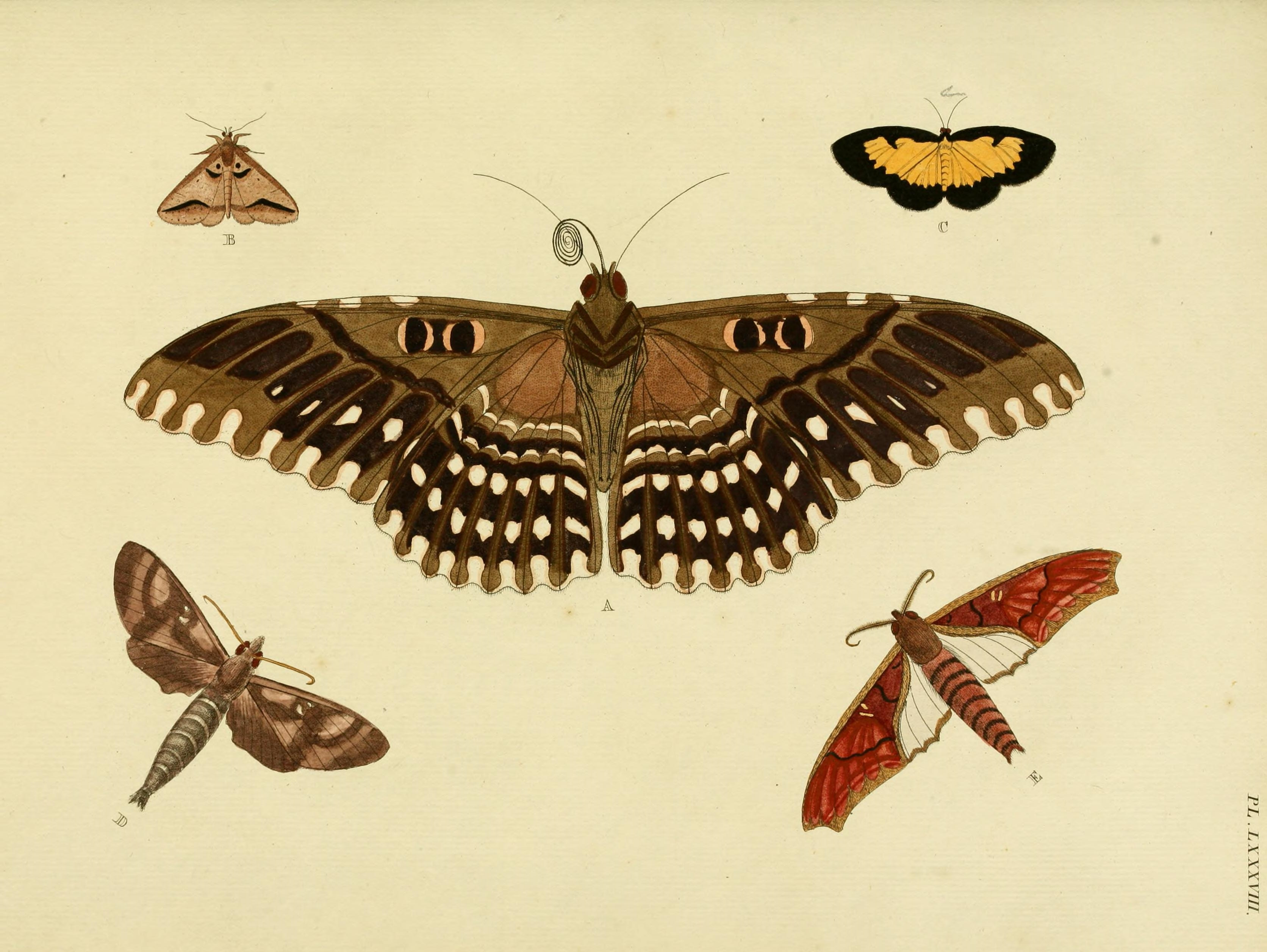